# AUCTION (アルバム)
『AUCTION』（オークション）は久松史奈3枚目のオリジナル・アルバム。

## 内容
ポップ歌手からロック歌手としての活動にコンバートを始め、スローバラードの4曲目「永遠に止まらない」は初めて作曲を手掛けた（井口慎也と共作）。

## タイアップ
「Success」は「鳥羽カップ マッチレース」イメージソング、「PRECIOUS DREAMIN'」は専門学校東京デザイナー学院CMソング、「wonderland」はFM-FUJI「サマーグリーンキャンペーン'92」イメージソング。

## 収録曲
全作詞:久松史奈（特記以外）
1. YAH YAH YAH
作曲:川上明彦 編曲:瀬尾一三
2. Success
作曲:都志見隆 編曲:瀬尾一三
3. ALIVE
作曲:羽田一郎 編曲:村上啓介
4. ゼロから
作曲:小倉健二 編曲:村上啓介
5. 永遠に止まらない
作曲:久松史奈･井口慎也 編曲:瀬尾一三
6. 昼が夜にうつる頃
作曲:藤生ゆかり 編曲:村上啓介
7. PRECIOUS DREAMIN'
作曲:羽田一郎 編曲:村上啓介
8. wonderland
作曲･編曲:安田信二
9. ステキガール
作曲:野田晴稔 編曲:村上啓介
10. SO CRY NO MORE
作曲:川上明彦 編曲:瀬尾一三

## 参加ミュージシャン
- 山木秀夫 - ドラム
- 長谷部徹 - ドラム
- 美久月千晴 - ベース
- 国吉良一 - キーボード
- 今剛 - ギター
- 村上啓介 - ギター
- 安田信二 - シンセサイザー